# ルパン三世 異世界の姫君
『ルパン三世 異世界の姫君』（ルパンさんせい ネイバーワールドプリンセス）は、原作：モンキー・パンチ / エム・ピー・ワークス、漫画：内々けやき、脚本：佐伯庸介、オリジナルキャラクターデザイン：白狼による日本の漫画。2021年8月26日発売の『週刊少年チャンピオン』39号から連載を開始。2023年11月時点で累計部数が20万部を突破している。

## ストーリー
かの有名な大怪盗・アルセーヌ・ルパンの三代目であるルパン三世は、今日も仲間の次元大介、石川五ェ門、峰不二子の三人と共にお宝を手に入れるべく行動を起こし、そんなルパンを逮捕すべく宿敵・銭形警部も執念を燃やす。
今回ルパン達4人の狙うお宝は、日本の旧家である「伊海家」にて先祖代々伝わるとされる「存在しない国の金貨」と呼ばれた500枚の貨幣であり、300年ほど前の中世時代に造られた以外について全く詳細の分からず刻まれている文字も未だ解読されていない代物。しかし、国家レベルの力が無ければ製造不可能なそれは総額で数千万ドルを超える価値であったため、ルパンは盗むことにしたのである。銭形より先回りする形で、得意の変装術で彼に変装し難無く伊海家に入ったルパン達は、セキュリティも容易に突破する形でお宝を入手。それを本物の銭形率いる警官隊が追走していつものイタチごっこを展開するが、逃げた先で奇妙な路地に入ったルパン達4人は、そこにある3つの不思議な扉の中へとそれぞれ入っていき、後を追う形で銭形も扉の一つにはいる。そして、その直後に3つの扉は消滅してしまった。
扉の一つへと入ったルパンは、まるで高所から落下するかの様な感覚に襲われ、やがてそれが無くなった直後、さっきまで夜であったはずなのに何故か昼間になっている山や森に囲まれた草原にルパンはいた。突然の理解不能な状況に困惑する中、有り得ないことに目の前に実在しないはずのドラゴンやゴブリン、オーク、キュクロプス等が現れ、どうにか逃げ切ったルパンは「ペトーラ村」という名の村へと辿り着く。そこでルパンは、入り口の立て札に描いてあった知らないはずの文字が読めたり、聞いたことの無いはずの言語で会話する村人達の言葉も理解するだけでなく喋ることまで出来たという奇妙な経験をし、さらには「存在しない国の金貨」が普通に貨幣として使えた結果、半信半疑ながらも自分が異世界にいるのではないかと推測。地理や社会の情勢についても調べた結果、自分が本当に異世界へ来てしまったことを確信する。
そんな中、村に訪れていた兵士団の横柄な態度が気に入らなかったルパンは、彼等の移送しているという「重大な物」を盗んでやろうと画策し、停泊している塔へと侵入。そこで「姫」と呼ばれている少女・アイシュ・アイソプミアと出会ったルパンは、彼女から自分を連れ出して欲しいと頼まれ、女騎士団長のシウーリ・ローゼングラムの指揮する警備をかいくぐる形でアイシュの奪取に成功する。逃走に成功後、ルパンはアイシュから彼女の正体がルパンが飛ばされた異世界の国である「アイソプミア王国」の第一王女であることや、現在の王国が悪しき魔女・タイアットによって乗っ取られる危機にある事情を聞かされる。ルパンが異世界から来た存在であることを知ったアイシュは、彼が無闇に人を殺そうとしない面からも、異世界から召喚された「勇者」であると確信。力を貸して欲しいと懇願する彼女に困り果てるルパンであったが、読めない文字の刻まれていた「存在しない国の金貨」がこの世界の貨幣であった事実に気付いたことで、「数百年前にも自分達の世界の人間が来て、元の世界に帰った」という実例があることを推測し、元の世界に戻る方法を探すためにもアイシュに力を貸して魔女を相手にした一世一代の「国盗り」に乗り出す決意をする。
一方、ルパンとは別の場所で異世界に転移していた次元や五ェ門は、それぞれドワーフの少女であるスムンナ、ハーフエルフの女性であるキシャラと出会い、最初に転移していた不二子はアイシュの兄でアイソプミア王国の王子であるシャルマ・アイソプミアに保護され、最後に転移された銭形はタイアットに見込まれてルパンからアイシュの奪還を依頼されていた。
果たして、アイソプミア王国で巻き起こっている動乱の真実とは？ルパン達の異世界を舞台とした大冒険が始まる。

## 登場人物

### 主要人物
ルパン三世
アルセーヌ・ルパンの三代目である大泥棒。愛銃はワルサーP38。「存在しない国の金貨」の金貨を狙って盗みに入った際、異世界に召喚されてしまう。異世界到着早々アイシュに出会い、「異世界の勇者」と称され行動を共にする事になる。暗躍するタイアット、シャルマ、エルリールの秘密を次々に暴き、異世界特有の魔物との数々の対決を経て元の世界に帰るためにもアイシュに協力して一世一代の国盗りに乗り出す。今作では煙草や日本食に事欠く異世界で相棒たちの為に一肌脱いだりと一味の面倒も見る。
次元大介
ルパンと最も付き合いの長い相棒で凄腕のガンマン。愛銃はS&W M19コンバットマグナム。異世界召喚後はドワーフの集落に落ち、ドワーフの少女であるスムンナと出会う。最初は次元を怪しむスムンナだったが、次元とほぼ時を同じくして現れた「鉱物喰い」と呼ばれる巨大モグラをスムンナとの見事な連係で撃退しスムンナらドワーフたちの信頼を得て、残り少なかった愛銃の弾丸をドワーフの技術で再現・補充してもらった後、同行を志願したスムンナと共に異世界を探ることになる。
ヴァシバラとの対決ではガンマンとしての矜持を存分に発揮し、ラムカンとの死闘ではドワーフ族渾身の作の対物ライフルを駆って長距離狙撃に挑みアイソプミアの秘密に迫っていく。銃や煙草が普及していない世界なのが目下の悩みの種。
石川五ェ門
ルパンの頼れる仲間の一人である凄腕の剣士。愛刀は斬鉄剣。異世界召喚後は砂漠のど真ん中に落ち、飢え死に寸前だった所をハーフエルフであるキシャラに救われエルフの里に匿われる。人間である五ェ門を他のエルフたちは訝しがるが、キシャラの親友であるエルザが突如として「ゼラチナマスター」と呼ばれる巨大スライムを率いエルフの里を襲撃する。救われた恩義から五ェ門はエルザとゼラチナマスターを撃退し、魔道具で暴走させられたエルザの真相を突き止める事に協力、以降行動を共にする。
極めて堅い鱗を持つ大型の龍相手の場合、ルパンのワルサーは勿論、次元のマグナムさえ歯が立たず、彼らと相対する場合実質五ェ門の剣技と斬鉄剣のほぼ独壇場となる。強敵との死闘を求めるイウナンや異世界の魔物の中でも頂点に君臨する真龍との対決を経てアイソプミアの秘密に迫っていく。異世界にあっても正々堂々挑んで来る強敵には武士道を以って立ち向かうのを旨とする姿勢は相変わらず。日本食が普及していない世界なのが目下の悩みの種。
峰不二子
ルパンの味方にも恋人にも敵にもなり得る美女。ルパン達よりも先に異世界に飛ばされ、アイソプミア王国の王子であるシャルマに保護されるが、そんな中で王国の内情についても色々と探っている。
異世界召喚の際は元来代償として一人一つずつ備わるはずの「異能」がルパン一味複数人がまとめて召喚された影響で、ルパン一味の中で最初に異世界に召喚された不二子のみが「異能」を授かる事になり、その「異能」こそアイソプミア編最終決戦のキーとなる。
銭形警部
本名：銭形幸一。世界を股にかけてルパンを追い続けるICPOの捜査官。ルパンを追う中で自身も異世界に飛ばされることになり、タイアットからルパンもこの世界に来ている事実を聞かされた結果、騎士団長のシウーリやその部下達と共にルパンを逮捕すべく行動する。当初はシウーリにその実力を訝しがられていたが、町の小悪党や魔物の退治にその実力や求心力を存分に発揮、最終的にはアイソプミア転覆を図る黒幕との最終決戦にまで駆り出される事になる。
当作品ではアニメ第2シリーズ以降の狂言回しのような面は鳴りを潜め、格闘・射撃・推理力など全てにおいてルパン一味にとって最も厄介な存在としてアニメ第4シリーズ以降に近い位置で描かれている。

### 本作のゲストキャラクター
アイシュ・アイソプミア
アイソプミア編のヒロインでアイソプミア王国の第一王女。16歳。
王女の身ながらも活発な性格、年齢に不相応な自身の幼い体型を気にしている模様。王女ながら不審な行動を咎められシウーリ率いる近衛騎士団によって捕らえられ連行されていた所、自身の元に現れたルパンに連れ出してもらい、彼が異世界から来た人間であるのを知ったことで、国を乗っ取ろうとしていると考えたタイアットの野望を阻止しようとルパンに協力を求め行動を共にする。王族しか使えない光の魔法の使い手であり、その素養は王族の中でも兄のシャルマを遥かに上回っている。
おてんばで泣き虫ながらラムカンの操る龍に襲撃された時は自身を犠牲にしてスムンナとキシャラを救うなど、王族としての誇りや自らの使命などを徐々に自覚し短期間で目覚ましい成長を遂げていく。最終決戦では光の魔法で黒幕の身体を撃ち抜き致命傷を与える。
スムンナ
ドワーフの女性鍛冶師、見た目は少女だが実年齢はドワーフの長老曰くルパンや次元と同年代とのこと。かなりの爆乳の持ち主。女性のドワーフながらも火事場と戦士団の双方に出入りしていることから変わり者扱いされることが多いが、鍛冶師としての腕前は確かで、見た目によらず怪力を備えており、戦士としての実力も高く自身よりも大きなハンマーや戦斧を得物にドワーフ斧闘術を使いこなす。界渡りによって自分達ドワーフの集落へとやって来た次元と出会い、最初は訝しがるものの彼や持っていた拳銃に興味を持ち、何より自身のドワーフとしての腕前をいち早く認めてくれたこともあって次元を信頼し、人間の街への商品卸しも兼ねて行動を共にすることになる。
ラムカンに襲撃された折に自身の危険を顧みずアイシュに救われた事でアイシュを深く信頼し王女としての彼女の下に付く事を決め、ルパンたちのアイシュの救出作戦に加わり、最終決戦では長距離狙撃に集中する次元の為に群がる魔物を一手に引き受ける役を買って出る。
オルゴルダ
次元が出会ったドワーフ族の里長。老いてなお盛んで戦となれば戦装束を持ち出して未だ最前線に立つ気概を持つ。30年前の魔物との戦争を経験している。
キシャラ
ハーフエルフの女性で、エルフの血を引いている美人ですらりとした体系の持ち主。年齢は52歳と高齢。
風の魔法と弓の達人、物陰に隠れた敵も風の魔法で矢をコントロールして撃破できる。エルフの父親と人間の母親の間に生まれ、両親はエルフ側の反対を押し切る形で駆け落ちして夫婦となっている。母親の死後は人間の街とエルフの集落を行き来しているが、エルフ達の人間に対する偏見や差別意識に疑念を抱いている。界渡りで自分達の世界に飛ばされ、野垂れ死に寸前となっていた五ェ門を救う中、魔道具によって操られた人間の親友であるエリザがエルフの集落を襲撃する事態が発生。五ェ門の活躍によってエリザが救われた後、真相を突き止めるために彼と行動を共にする。
スムンナと同じくアイシュに救われた事でアイシュを次期王女として認め、アイシュ救出に風の精霊を呼び出してアイシュを捜索する等ルパンたちに協力する他、最終決戦ではラムカンの駆る真龍と対決に苦慮する五ェ門にカンプランに背中を押され助太刀を買って出て、2対2の死闘を繰り広げる。
エルフ族は無上の信頼を置く相手にのみミスリルを贈る習慣があり、ラムカンとの対戦で強固な魔法障壁を斬り割く事に成功するものの刃こぼれした斬鉄剣をミスリルで修復していた事を知り喜んだのも束の間、ルパンたちにも分け与えて弾丸にしつらえた事も知ると大層不満な表情を見せた。
カンプラン
エルフの森の森長でキシャラの祖父。30年前の魔物との戦争で息子（キシャラの父）を喪っている。
シウーリ・ローゼングラム
アイソプミア王国の女性騎士。インテリ風の美人で眼鏡を掛けている。24歳。
貴族家系出身で、実家は王国宰相でもあるタイアットの派閥に所属している。基本的に真面目な性格をしている反面、融通が利かず統率力に劣る自身を自覚して劣等感を持っている。騎士としての実力は一流で、レイピアでドアを切り裂いてしまうほどの技量の持ち主。
異世界より突如現れた得体の知れない銭形と行動を共にすることに反感を抱いていたが、素手でガーゴイルを簡単に倒したり捕縛してしまったりするだけでなく、何度失敗してもめげずに前向きでいる姿勢や、実力と演説でみるみる兵の信頼を勝ち取り士気を上げていく様から、次第に銭形に信頼を置くようになる。最終決戦では騎士たちを最前線で指揮し、アイソプミアを救った騎士として一躍英雄視される事となる。
タイアット
アイソプミア王国の宰相を務める魔女の女性。妖艶な雰囲気をまとわせ、女好きのルパンも「すんごい美女」と評する。
異世界から召喚された銭形に、ルパンの逮捕と彼によって連れ浚われたアイシュの保護を依頼する。第一王子のシャルマとは対立関係にあり、アイシュから王国を乗っ取ろうとしていると疑われる行動をとっているらしいのだが、その行動には真意の掴めない部分も目立つ。
シャルマ・アイソプミア
アイシュの兄で、アイソプミア王国の第一王子。
妹のアイシュによると聡明な人物とされており、宰相を務める魔女のタイアットとは対立関係となっているのだが、何やら思惑を隠している様子も見せる。
エルリール
シャルマの片腕とも言うべき凄腕の魔法騎士、銭形をして五ェ門と互角の腕を持つと評される。シャルマの父の代から30年に渡り近衛兵士としてアイソプミア家に仕えており、シャルマが幼い時から帝王学・騎士道・剣術を彼に叩き込んでいる。
ラムカン
エルリールの腹心の部下の魔物使い。真龍と呼ばれるドラゴンを操り、アイシュの誘拐を目論む。魔物使いなだけでなく魔法の腕も一流。先祖は200年前に欧州からアイソプミアに転生してきた異世界者。魔物を操る力を身に付け貴族階級にまで昇りつめたものの、父の代で魔物との戦争が始まり没落した過去を持ち、その時に救いの手を差し伸べたエルリールへの恩を果たすべく暗躍する。
ヴァシバラ・マカタ
ミゼリコルデのメンバーで黒髪の妖艶な雰囲気を持つ女性、左右の頬に対の傷を持つ。投げた短剣の一撃で致命傷を与える腕前を持ち、風の魔法を駆使して自身の短剣や相手の攻撃をもコントロールする。ミゼリコルデの使命である異世界の勇者の排除を全うすべく次元と対決する。
イウナン・イーヤ
ミゼリコルデのメンバーで長髪長躯瘦身の男、やはり左右の頬に対の傷がある。二刀流の短剣と超人的な体術に加え、砂の精霊と同化する能力を持ち身体を砂化させ斬撃を無効化したり、砂そのものをも刃と化し攻撃に使うこともできる。ヴァシバラとは違い強敵との生きるか死ぬかの勝負を楽しんでいる節があり五ェ門と対決する。
イカイ（伊海）
300年前にアイソプミアに召喚された日本の忍者。剣技に長けさらに異世界召喚の代償として精霊の力に頼らない雷魔法「天雷」を異能として習得し、魔王との戦争の勝利の立役者となり英雄となる。役目を終えた後にアイソプミアの金貨を土産に皆に惜しまれながらも日本に戻った。この時日本食や煙草などわずかながら当時江戸時代である日本の文化をアイソプミアに遺している。
バーガン
300年前のアイソプミア建国前の地に君臨した豪族、アーマシュは彼の領土の出身。イカイと共に魔王討伐の旅に出て討伐を成し遂げた後アイソプミアを建国、初代王となる。
アーマシュ
バーガンの領土に住んでいた少女。光の魔法の強い素養を持ち、イカイを江戸時代の日本からアイソプミアに召喚した。イカイと共に魔王討伐の旅に出て討伐を成し遂げた後アイソプミア初代王妃となる。

## 世界観
ミスリル
魔力に強い親和性を持ち、魔力を吸収する特性を持つ超希少な金属で、エルフ族が秘匿している。刀や弾丸など武器に流用すれば魔法も貫通・遮断できる。エルフは無二の信頼を置いた相手にしかミスリルを渡さないとされている。エリザを救った恩から五ェ門を信頼したキシャラが五ェ門に託し、ラムカンとの戦闘で魔法障壁を斬る事には成功したものの刃こぼれを起こした斬鉄剣をスムンナがミスリルを使って打ち直した。
斬鉄剣
この世に切れぬものなしと五ェ門自ら豪語する彼の愛刀。今作品では刃こぼれを起こした際ミスリルを使って打ち直した結果、ミスリルの特性をも宿るに至る。元来の斬鉄剣の性能も相俟って対魔法戦闘力も飛躍的に向上する事となり、最終決戦では町一つ丸焼きにするとも言われる真龍の吐く焔をイウナンとの戦闘で開眼した砂塵断ち・円を応用した火焔斬り・円で切り裂く性能を見せる。ただミスリルの特性は五ェ門に取って「異界でたまさか手に入れたもの」であり、正当な上での果し合いではミスリルの特性は封印し本来の斬鉄剣と己の剣技のみを使って戦う。その封印方法も五ェ門が斬鉄剣に向かって喝を入れるという古風なもの。
対物ライフル
次元が設計を教示しドワーフ族に製作を依頼した長尺長射程のライフル銃。来たるべき魔物との戦争に備え作成してもらった。バレットM82に酷似している。アイソプミア編の最終決戦では塔の上から真龍を操るラムカンを狙撃、一発目は魔法障壁で防がれるものの、弾頭をミスリルに変えた二発目で魔法障壁を貫通、狙撃に成功しドワーフ族の技術力の高さを次元自身の狙撃で証明した。
弾丸
ルパンや次元の愛銃の弾丸は有限で異世界では本来供給が不可能だが、次元がスムンナに構造を教示して作成してもらっている。材質や火薬はドワーフが調達可能なものを使用しており、煤が多いなどの差異はあれど概ね同程度の威力を出せている模様。弾頭にミスリルを使用すれば魔法防御をも貫通する性能を得られる。
オートバイ
不二子が異世界召喚された際に乗っていたバイク、不二子もろとも異世界に運ばれる。SUZUKIのエンブレムに特徴的な空冷3気筒4本出しマフラー。スズキ・GTシリーズのGT380もしくはGT550に酷似している。
魔法
火・水・土・風の基本四属性の魔法は大半の人間の魔法使いやエルフ族が使える。エルフは専ら風の魔法を駆使して弓の命中率に寄与している。一方光の魔法は王族、闇の魔法は魔族と使える種族が限られ、ヒロインのアイシュは王族の中でも光の魔法に非常に強い素養を持つ。光の魔法≒王族の光の束は世界のあらゆる障壁を超越し、光の精霊の力が最も高まる時・使い手・使う場所全てを揃えた時初めて異世界召喚が可能となり、或いはそれらの条件が揃わない状態であれば万物を貫く槍として最強の攻撃手段ともなり得る。
魔法を戦闘に使用する場合、威力・効果範囲はルパンらの所有する拳銃やドワーフの火砲に勝るが集中や呪文を要するため、速度では劣る。高威力な魔法ほど術者の呪文の詠唱が長い。魔法使いの地位が脅かされることを恐れたタイアットは迅速かつ高速な発射が可能な小型の火砲の発達を意図的に抑制していた。
精霊
魔法の属性にそれぞれ宿る、精霊の力を借りればより強い魔法を放てるが限度を超えた力の要求は時に精霊から見放される結果も招く。キシャラは風の精霊に行方不明のアイシュの捜索を依頼した。
戦闘・格闘術
ルパン一味は拳銃や徒手空拳、剣術と概ね過去作品と同様の戦闘術を使う。銭形は現世から持ち込んだ拳銃、十手も使うが徒手空拳の逮捕術、特に石の体を持つガーゴイルを投げの一撃で粉砕するなど柔道の技を特に強調して描かれている。
異世界側のキャラクターは魔女のタイアットは魔法、騎士のシウーリがレイピアを使った剣術に秀でているのを始め、スムンナはじめドワーフはドワーフ斧闘術に大砲などの火砲、キシャラはじめエルフは弓を得意武器としている。
エルフ族
アイソプミアの森の中に住む耳の長い長命な一族、キシャラの祖父カンプランが森長を務めている。30年前との魔物との戦争でカンプランの息子を始め多数の死者を出したため、その見返りとして50年間国からの一切の要求干渉なしの高度な自治権を与えられている。人間との関わりを極力控えていたが、キシャラが五ェ門を森に招待したことで少しずつだが人間との関係も改善している。
ドワーフ族
アイソプミアに住む短躯・豪快な民族、オルゴルダが一族をまとめている。異世界召喚された次元が最初に出会った。武器や生活用具など物作りに長け、次元が教示した拳銃やライフル、弾丸などの構造・設計をほぼ完璧に再現できるほどの腕を持つ。エルフ族ほどの長命ではないものの人間の4倍程度の寿命がある。エルフと同じく30年前の魔物との戦争に参加、50年間の自治権を与えられている。
ミゼリコルデ
200年前の4代目の王が自身に災厄がおよばぬようにと秘密裏に組織した対異世界の勇者専門の暗殺集団。異世界の勇者以外にその能力や戦闘力を見られてはならぬ掟があり、異世界召喚が行われなかった平和な時代にも、その能力が発揮されることはないまま暗殺術だけが脈々と受け継がれてきた。寿命さえ精霊に捧げて戦闘能力の向上に充てるため、その寿命は25年程度とも言われる。ヴァシバラとイウナンは自分達の代を最後に後継者は育てないと決めていた。

## 書誌情報
- モンキー・パンチ / エム・ピ・ワークス（原作）・内々けやき（漫画）・佐伯庸介（脚本）・白狼（オリジナルキャラクターデザイン）『ルパン三世 異世界の姫君』秋田書店〈少年チャンピオンコミックス〉、既刊16巻（2025年7月8日現在）
  1. 2022年2月8日発売[1][4]、ISBN 978-4-253-28151-5
  2. 2022年3月8日発売[5]、ISBN 978-4-253-28152-2
  3. 2022年7月7日発売[6]、ISBN 978-4-253-28153-9
  4. 2022年11月8日発売[7]、ISBN 978-4-253-28154-6
  5. 2023年1月6日発売[8]、ISBN 978-4-253-28155-3
  6. 2023年4月7日発売[9]、ISBN 978-4-253-28156-0
  7. 2023年6月8日発売[10]、ISBN 978-4-253-28157-7
  8. 2023年8月8日発売[11]、ISBN 978-4-253-28158-4
  9. 2023年12月7日発売[12]、ISBN 978-4-253-28159-1
  10. 2024年3月7日発売[13]、ISBN 978-4-253-28160-7
  11. 2024年5月8日発売[14]、ISBN 978-4-253-28521-6
  12. 2024年8月7日発売[15]、ISBN 978-4-253-28522-3
  13. 2024年11月8日発売[16]、ISBN 978-4-253-28523-0
  14. 2025年1月8日発売[17]、ISBN 978-4-253-28524-7
  15. 2025年4月8日発売[18]、ISBN 978-4-253-28525-4
  16. 2025年7月8日発売[19]、ISBN 978-4-253-28526-1